# Rodolphe Hottinguer
Pour les autres membres de la famille, voir Famille Hottinguer.
Rodolphe Hottinguer, né le 4 mai 1835 à Paris et mort le 23 mai 1920 dans la même ville, est un banquier français et un membre de la Haute société protestante.

## Biographie
Fils de Jean-Henri Hottinguer et de Caroline Delessert, il est baron (noblesse d'Empire), banquier et régent de la Banque de France (IVe siège) de 1869 à sa mort. Il est également vice-président du conseil d'administration de la compagnie du PLM et de la Caisse d'épargne, président de la Banque impériale ottomane, administrateur en 1860 puis président de la Compagnie générale des eaux de 1902 à 1920.
Il fut doyen du Conseil général de la Banque de France.
Il est le père de Henri Hottinguer. Il est enterré au cimetière de Boissy-Saint-Léger.

## Autres

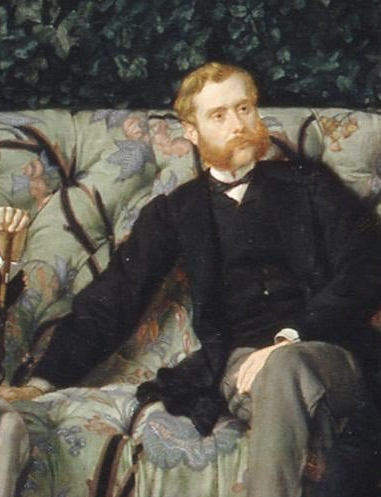
Détail du Cercle de la rue Royale de Tissot : Rodolphe Hottinguer.

Il est représenté sur le tableau Le Cercle de la rue Royale (James Tissot, 1868).

## Source
- Dominique Barjot, Les patrons du Second Empire : Banquiers et financiers parisiens, 2002